# Csömör
Csömör est un village et une commune du comitat de Pest en Hongrie.

## Personnalités
- Le cycliste Attila Valter est né dans la commune.